# حادثة تدافع ملعب كانجوروهان
في 1 أكتوبر 2022، لقي 182 شخصًا مصرعهم خلال تدافع في ملعب كانجوروهان، مالانج ريجنسي، جاوة الشرقية.

## الخلفية
اشتبك أنصار ناديي آريما وبيرسيبايا سورابايا الجاوي بعد هزيمة أريما 3-2 في المباراة حيث اندفع الآلاف من مشجعي نادي أريما إلى ميدان الملعب بعد خسارة فريقهم، ذكرت التقارير أن العديد من الضحايا وقعوا بعد أن أطلقت الشرطة الغاز المسيل للدموع على مدرجات مزدحمة، مما تسبب في حالة من الذعر بين المشجعين، توفى 34 من الضحايا في الملعب، فيما توفى باقي الضحايا في المستشفى.